# حسام أبو صالح
حسام أبو صالح (مواليد 9 مايو 1982) لاعب كرة قدم فلسطيني. يجيد اللعب كقلب دفاع وجناح مع منتخب فلسطين الوطني ونادي هلال القدس في دوري الضفة الغربية الفلسطيني.
كانت أول مشاركة له مع المنتخب الوطني ضد السودان في مباراة انتهت بالتعادل 1–1.

## أهدافه الدولية
| #  | تاريخ          | مكان                       | خصم      | نتيجة     | منافسة         |
| -- | -------------- | -------------------------- | -------- | --------- | -------------- |
| 1  | 29 فبراير 2012 | ستاد المدرج السابع، دبي    | أذربيجان | فوز 2–0   | مباراة ودية    |
| 2. | 28 يونيو 2012  | ملعب الملك فهد، الطائف     | السعودية | تعادل 2–2 | كأس العرب 2012 |
| 3. | 20 نوفمبر 2012 | استاد عمان الدولي، عمان    | سوريا    | فوز 2–1   | مباراة ودية    |
| 4. | 6 فبراير 2013  | ملعب جواهر لعل نهرو، كوتشي | الهند    | فوز 4–2   | مباراة ودية    |

## ألقاب شرفية

### المنتخب الوطني
- كأس التحدي الآسيوي: 2014

## روابط خارجية
- حسام أبو صالح على موقع الاتحاد الدولي (مؤرشف)  (الإنجليزية)
- حسام أبو صالح على موقع قاعدة بيانات كرة القدم.إي يو (الإنجليزية)
- حسام أبو صالح على موقع ناشيونال فوتبول تيمز (الإنجليزية)
- حسام أبو صالح على موقع Soccerway.com (الإنجليزية)